# Dobriana Rabadzhieva
Dobriana Ivanova Rabadzhieva (Razlog, 14 de junho de 1991) é uma voleibolista indoor búlgara, atuante na posição de ponteira , com marca de alcance de 305 cm no ataque e 285 cm no bloqueio, conquistou o título do Campeonato Sul-Americano de Clubes de 2020 no Brasil. Atualmente defende o Praia Clube.

## Carreira
Ela iniciou na modalidade no Pirin de Razlog e a partir de 2005 ingressa nas categorias de base do CSKA Sofia, participando do elenco profissional na temporada 2009-10 e sagrou-se campeã nacional, já no período 2010-11 transferiu-se para o clube italiano do Spes Volley Conegliano que disputava principal liga nacional e terminou na sétima colocação.
Em 2009 disputou pela seleção nacional a edição da Copa BVA Juvenil realizada em Portaria, Grécia, ocasião do título e premiação individual de melhor jogadora.Pelo elenco principal da seleção conquistou a medalha de prata na Liga Europeia de 2010 em Ankara, na edição seguinte obteve o terceiro posto em Istambul, em 2012 conquistou mais um vice-campeonato na cidade de Karlovy Vary sendo premiada como a melhor sacadora da edição e um bronze em 2013 em Varna.No ano de 2014 disputou a Copa Yeltsin em Ecaterimburgo e conquistou o título.
No período de 2011-12 foi contratada pelo time azeri do Rabita Baku conquistando o título nacional e o título do Campeonato Mundial de Clubes de 2011 realizado em Doha e na edição seguinte realizada nesta mesma sede terminou com a medalha de prata, mesmo posto obtido na edição da Liga dos Campeões da Europa de 2012-13, além do bicampeonato nacional.
Seguiu para a Turquia na jornada 2013-14 e atuou pelo Galatasaray SK terminando na quarta colocação na Liga A Turca e a oitava posição na Liga dos Campeões da Europa.
Foi contratada na jornada 2014-15 pelo Voléro Zürich e logo sagrou-se campeã da Supercopa da Suíça em 2014, além dos títulos da Liga Suíça e da Copa da Suíça sendo a melhor jogador desta competição, obtendo os mesmos êxitos nas jornadas de 2015-16 e 2016-17, por este clube obteve duas medalhas de bronze no Campeonato Mundial de Clubes, em 2015 em Zurique e em 2017 em Kobe.Nas edições da Liga dos Campeões da Europa de 2014-15, 2015-16 e 2016-17 terminou na quinta posição por esse clube.
Retornou ao Galatasaray SK para as competições de 2017-18 e obteve o quarto lugar na Liga A Turca e na Liga dos Campeões da Europa.
Atuou pelo Guangdong Evergrande da China na temporada 2018-19 e alcançou o sétimo lugar na Liga A Chinesa e ainda em 2019 foi contratada para atuar pelo time turco do Fenerbahçe SK e conquistou o vice-campeonato na Copa da Turquia.
E retornou para o Guangdong Evergrande e disputou a Liga A Chinesa 2019-20 finalizando na quarta posição e ainda em 2020 tranfseriu-se para o time brasileiro Itambé/Minas para o restante da jornada 2019- e sagrou-se medalhista de ouro na edição do Campeonato Sul-Americano de Clubes sediado em Uberlândia e foi premiada como a primeira melhor ponteira do campeonato.
Na temporada 2020/2021, após jogar mais uma vez a Liga Chinesa, foi contratada para jogar a fase final da Superliga Feminina pelo Sesi/Bauru.
Dobriana Rabadzhieva foi anunciada pelo Praia Clube para disputa da temporada temporada 2023/2024.

## Títulos e resultados
- Supercopa Brasileira de 2023
- Campeonato Mineiro 2023
- Supercopa Brasileira de 2019
- Campeonato Paulista 2019
- Campeonato Mineiro 2019
- Copa da Turquia:2019-20
- Liga dos Campeões da Europa:2017-18
- Liga A Suíça:2014-15, 2015-16 e 2016-17
- Liga A Azeri:2011-12 e 2012-13
- Supercopa da Suíça:2014, 2015 e 2016
- Copa da Suíça:2014-15, 2015-16 e 2016-17
- Liga A Búlgara:2006-07, 2007-08, 2009-10
- Copa da Bulgária:2009-10
- Campeonato Chinês:2019-20
- Campeonato Turco:2013-14 e 2017-18

## Premiações individuais
- 1ª Melhor Ponteira do Campeonato Sul-Americano de Clubes de 2020
- Melhor Sacadora da Liga Europeia de 2012[4]